# Thymus samius
Thymus samius là một loài thực vật có hoa trong họ Hoa môi. Loài này được Ronniger & Rech.f. miêu tả khoa học đầu tiên năm 1936.